# Al-Bakhra
Al-Bakhra fou una antiga vila de la regió de Palmira (actualment dins de Síria), que existia el temps dels omeies i on Al-Walid II va fer nit diverses vegades i finalment hi va morir el 744. Abans de la dominació musulmana hi va haver un campament militar persa sassànida.
Correspon amb tota probabilitat a les modernes ruïnes d'al-Bakhara a 25 km al sud de Palmira.